# The High and the Mighty (Lied)
The High and the Mighty ist ein Lied aus dem Soundtrack des Films Es wird immer wieder Tag (Originaltitel: The High and the Mighty) aus dem Jahr 1954. Komponiert wurde der Song von Dimitri Tiomkin, getextet von Ned Washington. Gesungen wird er im Film von Johnny Desmond, begleitet von Muzzy Marcellino, der für die so typischen Pfeiftöne sorgte, die das Lied auszeichnen. Desmond erreichte in den Charts #17 mit dem Lied.

## Text
Ich war hoch und mächtig (I was high and mighty), als ich über die Liebe lachte oben bei den Sternen. Dann kam sie zu mir wie eine sanfte Flamme und half mir, meinen Weg zu finden. Ich war hoch und mächtig und befahl meinen Herzen – Stopp! Jetzt weiß ich, dass ich blind war, das lerne ich Tag für Tag. Liebe kann Dinge ändern, Dinge neu ordnen, Liebe kann ganz seltsame Dinge tun. Ich bin nicht hoch und mächtig, aber ich habe etwas, was mehr wert ist, als alles Gold auf Erden, ich habe Dich und ich gebe Dir mein Herz für immer und ewig, nur Dir!
In einer abgewandelten Coverversion wird ein Loblied auf die Crew gesungen, die die Flugzeuge sicher durch die Dunkelheit der Nacht zu entfernten Städten führt. Das Lied schließt mit einer Anspielung „high and mighty“ (hoch und mächtig) auf Gott.

## Werdegang des Songs
Zu Beginn der Produktion des Films Es wird immer wieder Tag wurde Dimitri Tiomkin damit beauftragt, die Partitur für den Film zu schreiben. Zusätzlich drängte das Studio den Komponisten auch einen Titelsong zu komponieren, der im Radio und auf Vinyl-Schallplatte veröffentlicht werden sollte. Tiomkin schrieb eine Grundmelodie zu dem Song und Ned Washington steuerte den Text bei. Als Ergebnis kam eine sanfte Ballade zustande. Warner Bros. präsentierte den Song mit Les Baxter und seinem Orchester und veröffentlichte ihn 1954 gleichzeitig mit dem Film. Er erreichte #4 in den Billboard-Charts.

## Weitere Coverversionen

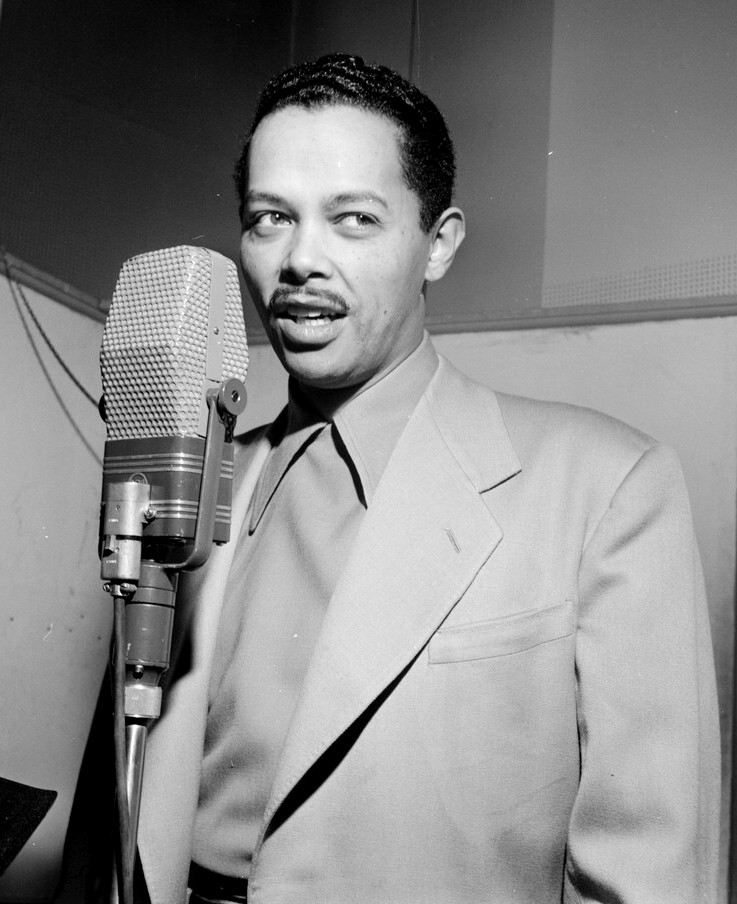
Billy Eckstine, der das Lied ebenfalls sang
Foto: William P. Gottlieb

Eine Instrumentalversion wurde 1954 von dem Dirigenten und Arrangeur LeRoy Holmes aufgezeichnet, die #9 der Billboard-Charts erreichte, und zu Holmes größtem und bekanntesten Hit wurde. Bekannt ist dieser Song für seinen charakteristischen Pfeifton, der die Musik begleitet, und hier von Fred Lowery kam. Eine weitere Coverversion erstellte Victor Young zusammen mit seinem Orchester im Jahr 1954, die auf #6 der Billboard-Charts landete. Der Jazztrompeter und Bandleader Harry James coverte das Lied 1955 für sein Album Jukebox Jamboree (Columbia CL 615).
Eine weitere Version veröffentlichte der Jazzsänger Billy Eckstine auf seinem Album 12 Great Songs from the Movies from the early 1960s. George Greeley veröffentlichte eine Instrumentalversion auf seinem 1959 aufgezeichneten Warner Bros. Album Greatest Motion Picture Piano Concertos. Auch der Pianist Roger Williams spielte das Lied ein. Im Bereich des Jazz listet der Diskograf Tom Lord 31 Coverversionen des Lieds (Stand 2017), u. a. von Georgie Auld, Tommy Dorsey, Lionel Hampton, Sam „The Man“ Taylor, Jimmy Smith, Wild Bill Davis, Sarah McLawler, Earl Bostic und Jaki Byard, in Europa auch von Jean-Pierre Sasson, Tete Montoliu/Pilar Morales, Coco Colignon, Ted Heath, Tony Crombie und zuletzt 2005 Alex Riel.
Die Melodie beziehungsweise der Pfeifton wird auch überblendet in Simon & Garfunkels Lied Punky’s Dilemma, das auf ihrem Album Bookends von 1968 veröffentlicht wurde. Gegen Ende des Jahres 1980 pfiff Chevy Chases Charakter aus dem Film Fast wie in alten Zeiten die Melodie, zu hören, als er sich von der Kamera entfernt.

## Auszeichnung/Nominierung
Auf der Oscarverleihung 1955 waren sowohl – neben weiteren Oscarnominierungen – die Filmmusik als auch der Song für einen Oscar nominiert. Die Filmmusik von Tiomkin ging siegreich aus der Abstimmung hervor, der Song musste sich jedoch dem Lied Three Coins in the Fountain von Jule Styne und Sammy Cahn aus der Literaturverfilmung Drei Münzen im Brunnen (OT: Three Coins in the Fountain) geschlagen geben.